# Félicien de Saulcy
Louis Félicien Joseph Caignart de Saulcy (født 19. marts 1807 i Lille, død 4. november 1880 i Paris) var en fransk numismatiker og orientalist. 
Saulcy optoges 1826 i École Polytechnique, blev artilleriofficer i Metz, hvor han 1838 blev lærer i mekanik på kadetskolen. Fra en meget ung alder nærede han stor interesse for mønter og oldsager, samlede selv og erhvervede sig tidlig dybtgående kundskaber i numismatikken. Allerede som ung løjtnant vandt han akademiets pris for sin Essai sur la classification des suites monétaires byzantines (1836), der snart fulgtes af forskellige andre arbejder over spanske, franske, lothringske, galliske, puniske, jødiske, arabiske og seleukidiske, ligesom også over korsfarernes mønter. Efter et besøg, hertugen af Orléans havde aflagt i Metz, kaldtes Saulcy til Paris, hvor han 1842 blev forstander for Artillerimuseet og samme år medlem af Académie des inscriptions, som anerkendelse af hans fortjenester af numismatikken. Da Paul-Émile Botta i Assyrien havde opdaget talrige assyriske kileindskrifter, kastede Saulcy sig over decifreringen af disse tegn, ligesom han også søgte at finde ud af den ægyptiske demotiske skrift. De skrifter, han udgav om disse spørgsmål, førte dog ikke videnskaben synderlig videre, om de end lettede vejen for hans efterfølgere. For Østerlandene, især det hellige land, nærede han levende interesse og besøgte dem oftere. I forbindelse med disse rejser og talrige derhen hørende undersøgelser står hans Voyage autour de la Mer Morte et dans les terres bibliques (2 bind, 1852—54); Voyage en Terre-Sainte (1865), Jérusalem (1881), Histoire de l'Art judaïque (1858), Recherches sur la Numismatique judaïque (1854), Numismatique de la Terre-Sainte (1874), Les derniers jours de Jérusalem (1866), Histoire d'Hérode, roi des Juifs (1867), Sept siècles de l'histoire judaïque (1874) og Histoire des Machabées (1880). I 1859 blev Saulcy af Napoleon III udnævnt til senator; i 1856 ledsagede Saulcy prins Napoleon, kejserens fætter, på dennes rejse til Skandinavien, Island og Grønland.